# Moon Lovers: Scarlet Heart Ryeo
Moon Lovers: Scarlet Heart Ryeo (달의 연인 - 보보경심 려 Darui Yeonin - Bobogyeongsim Ryeo) ist eine südkoreanische Fernsehserie mit Lee Joon-gi, Lee Ji-eun und Kang Ha-neul. Die Serie wurde vom 29. August bis 1. November 2016 auf dem Fernsehsender SBS jeden Montag und Dienstag um 22:00 Uhr für 20 Folgen ausgestrahlt.

## Handlung
Während einer totalen Sonnenfinsternis wird eine 25-jährige Frau des 21. Jahrhunderts, Go Ha-jin, in die Zeit der Goryeo-Dynastie zurückversetzt. Sie erwacht im Jahr 941 im Körper von Hae Soo, unter den vielen königlichen Prinzen der regierenden Wang-Familie während der Regierungszeit von König Taejo. Sie verliebt sich zunächst in den sanftmütigen und warmherzigen 8. Prinzen Wang Wook und später in Wang So, den furchterregenden 4. Prinzen, der sein Gesicht hinter einer Maske verbirgt und das abfällige Etikett „Wolfshund“ erhält. Im Verlauf der Geschichte findet sich Hae Soo unwissentlich in der Palastpolitik und der Rivalität zwischen den Prinzen wieder, die um den Thron kämpfen.

## Besetzung

### Hauptdarsteller
- Lee Joon-gi als 4. Prinz Wang So (Gwangjong)
  - Hong Dong-jung als junger Wang So
- Lee Ji-eun als Go Ha-jin/Hae Soo
- Kang Ha-neul als 8. Prinz Wang Wook

### Nebendarsteller

#### Prinzen
- Kim San-ho als Kronprinz Wang Mu
- Hong Jong-hyun als 3. Prinz Wang Yo
- Yoon Sun-woo als 9. Prinz Wang Won
- Byun Baek-hyun als 10. Prinz Wang Eun
- Nam Joo-hyuk als 13. Prinz Baek-ah
- Ji Soo als 14. Prinz Wang Jung

#### Kaiserliche Familie Goryeo
- Jo Min-ki als Wang Geon, König Taejo
- Park Ji-young als Königin Yoo, Taejos dritte Königin
- Jung Kyung-soon als Königin Hwangbo, Taejos 4. Königin
- Kang Han-na als Prinzessin Hwangbo Yeon-hwa, später Königin Daemok

#### Frauen der Fürsten
- Park Si-eun als Lady Hae Myung-hee
- Jin Ki-joo als Chae-ryung
- Seohyun als Woo-hee
- Z.Hera als Park Soon-deok

### Andere
- Kim Sung-kyun als Choi Ji-mong
- Sung Dong-il als General Park Soo-kyung
- Woo Hee-jin als Hofdame Oh Soo-yeon
- Choi Byung-mo als Park Young-gyu
- Park Jung-hak als Wang Sik-ryeom, die Cousine des Königs